# Крум Мазнев
Крум Христов Мазнев е български политик.

## Биография
Роден е през 1897 година в град Кюстендил. Запасен поручик, завършил в чужбина. Назначен е за кмет на град Кюстендил непосредствено след преврата на 19 май 1934 г. През време на едногодишното му управление (до 1 май 1935) са предоставени 18 дка място над градската градина на спортните организации и друга в местността „Кръста“ за колодрум. От 1 октомври 1934 г. в града се откриват две забавачници за деца над 5 години. На 4 ноември 1934 г. тържествено е осветен новия кюстендилски храм „Свети Великомъченик Мина“. Построена е нова сграда на дърводелското училище на мястото на старата околийска болница, военен лазарет на 13-и пехотен рилски полк и окръжно детско сиропиталище за децата на инвалидите и пострадалите от войните.